# МіГ-3
МіГ-3 (рос. МиГ-3) — радянський висотний одномісний, одномоторний винищувач часів Другої світової війни.

## Історія створення
Прототипом винищувача МіГ-3, є літак МіГ-1 (І-200). МіГ-1, незважаючи на прийняття його до серійного виробництва, не задовольняв всім вимогам, які висувалися до нього. Перш за все, потрібно було значно збільшити дальність його польоту. Крім того, була ще низка недоліків, головний з яких — кінцевий зрив потоку і штопор при великих кутах атаки. Недолік цей вдалося усунути введенням передкрилків. У ході випробувань літака став розроблятися модифікований тип, що проходив випробування в кінці 1940 року.

## МіГ-1

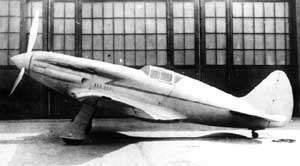
Перший прототип І-200 (МіГ-1)

Конструкторська група, очолювана А. І. Мікояном і М. Й. Гуревичем, в 1939 році посилено працювала над винищувачем для ведення бою на великих висотах. Навесні 1940 року був побудований дослідний екземпляр, і льотчик-випробувач А. Н. Єкатов вперше піднявся його в повітря (Загинув 13 березня 1941 року при випробуваннях МіГ-3 No.2147 на дальність польоту в Качі). Випробування пройшли успішно. Новий винищувач, який отримав марку МіГ-1 (Мікоян і Гуревич, перший), був затверджений для серійного виробництва. Недоліком МіГ-1 була незадовільна статична поздовжня стійкість через заднє центрування. Літак легко потрапляв у штопор і насилу виходив з нього. Стомлюваність льотчика була більше, ніж на інших літаках.

### Характеристики МіГ-1
Винищувач МіГ-1 був низькоплан мішаної конструкції. Його фюзеляж у передній частині формений, зварений із сталевих хромансилевих труб з дюралевою обшивкою, хвостова частина — дерев'яний монокок, центроплан — дюралевий. Ліхтар — формований з плексигласу, без бронескла; кришка зсувна на роликах. Бронеспинка — 9 мм (спочатку була 8). Крило однолонжерне, консолі крила (його площа 17,44 квадратних метрів) — дерев'яні, оперення — дюралевий каркас, обтягнутий полотном. Всього було побудовано 100 літаків МіГ-1. На деяких екземплярах кришка ліхтаря спочатку погано відкривалася, і тому вона не ставилася зовсім, ліхтар був відкритим. Потім кришку виправили.

## МіГ-3

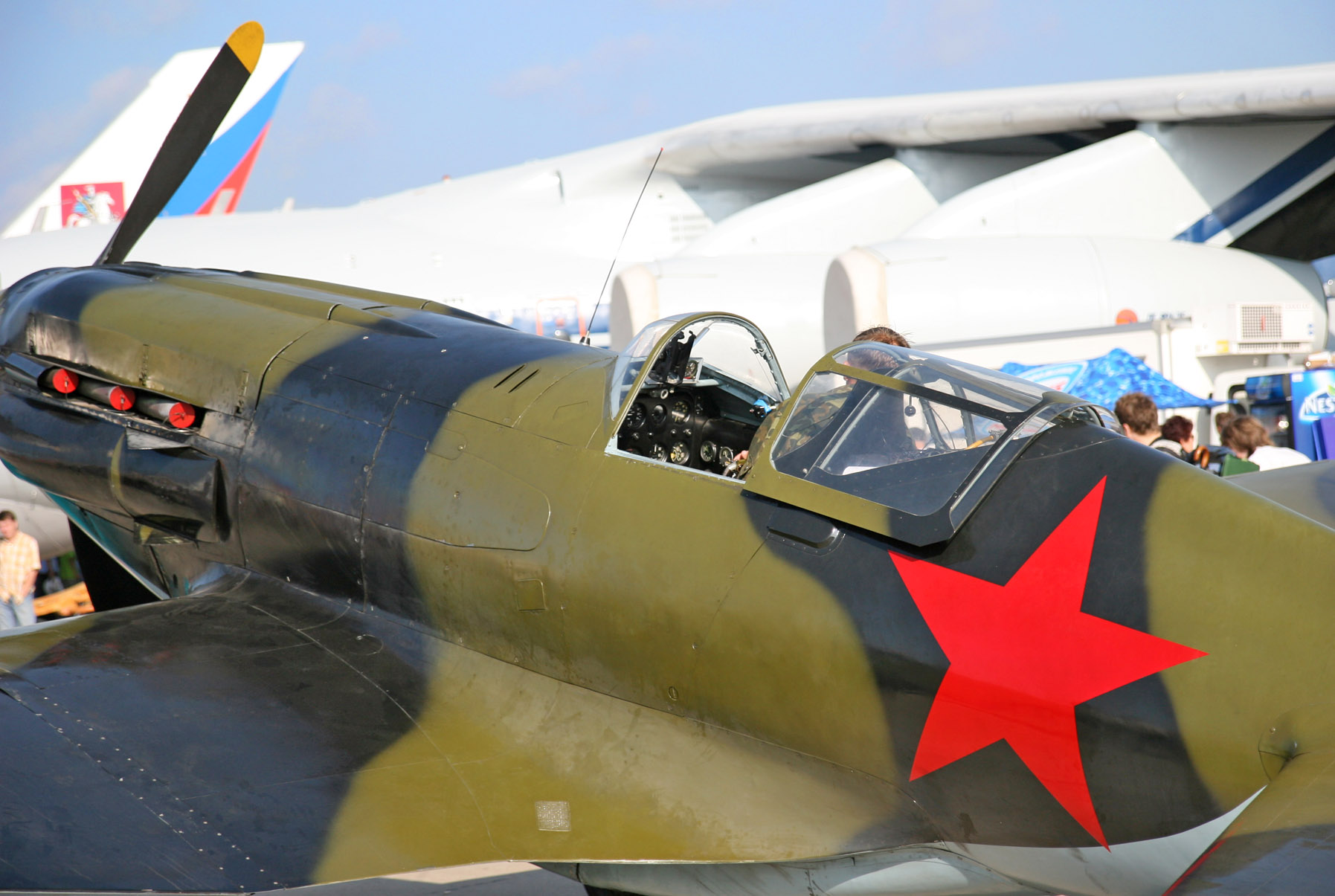
Кабіна МіГ-3Р (МАКС-2007)

Модернізований варіант винищувача отримав найменування МіГ-3. Розроблено ДКБ Мікояна і Гуревича (ОКБ-155) — одномоторний, одномісний, висотний винищувач-перехоплювач ППО ВПС РСЧА СРСР часів Другої світової війни. Мотор О. О. Мікуліна АМ-35А злітною потужністю 1350 к.с. У МіГ-3 недоліки МіГ-1 були в основному виправлені, але деякі його негативні властивості подолати не вдалося. Велика була посадочна швидкість, не менше 144 км/год, недостатня на невеликих висотах маневреність, великий радіус віражу, але на висоті більше 6 тис. м він був по маневреності кращим за інших винищувачів. Час віражу 26—27 с. Незважаючи на значну злітну вагу (3350 кг), швидкість серійного МіГ-3 біля землі сягала 500 км/год, а на висоті 7 тис. м досягала 640 км/год. Це була тоді найвища у світі швидкість, яка досягалася на серійних літаках. Можна відзначити, що ремонтні якості МіГ-3 були винятковими. Добре була забезпечена взаємозамінність. З двох-трьох поламаних літаків легко можна було зібрати один цілий. На момент прийняття на озброєння МіГ-3 був одним з найкращих[джерело?] перехоплювачів світу.

## МіГ-7
МіГ-7 — дослідна модифікація МіГ-3 з двигуном АМ-37, відмінним від АМ-35А наявністю інтеркулера (водо-повітряний радіатор — проміжний охолоджувач наддувного повітря). Був побудований один екземпляр. У ході випробувань виявилася незадовільна поздовжня стійкість і незадовільна робота гвинтомоторної групи через недостатню продуктивність старих радіаторів. У зв'язку з цим серійне виробництво літака не було розпочате.

## Бойове застосування під час війни

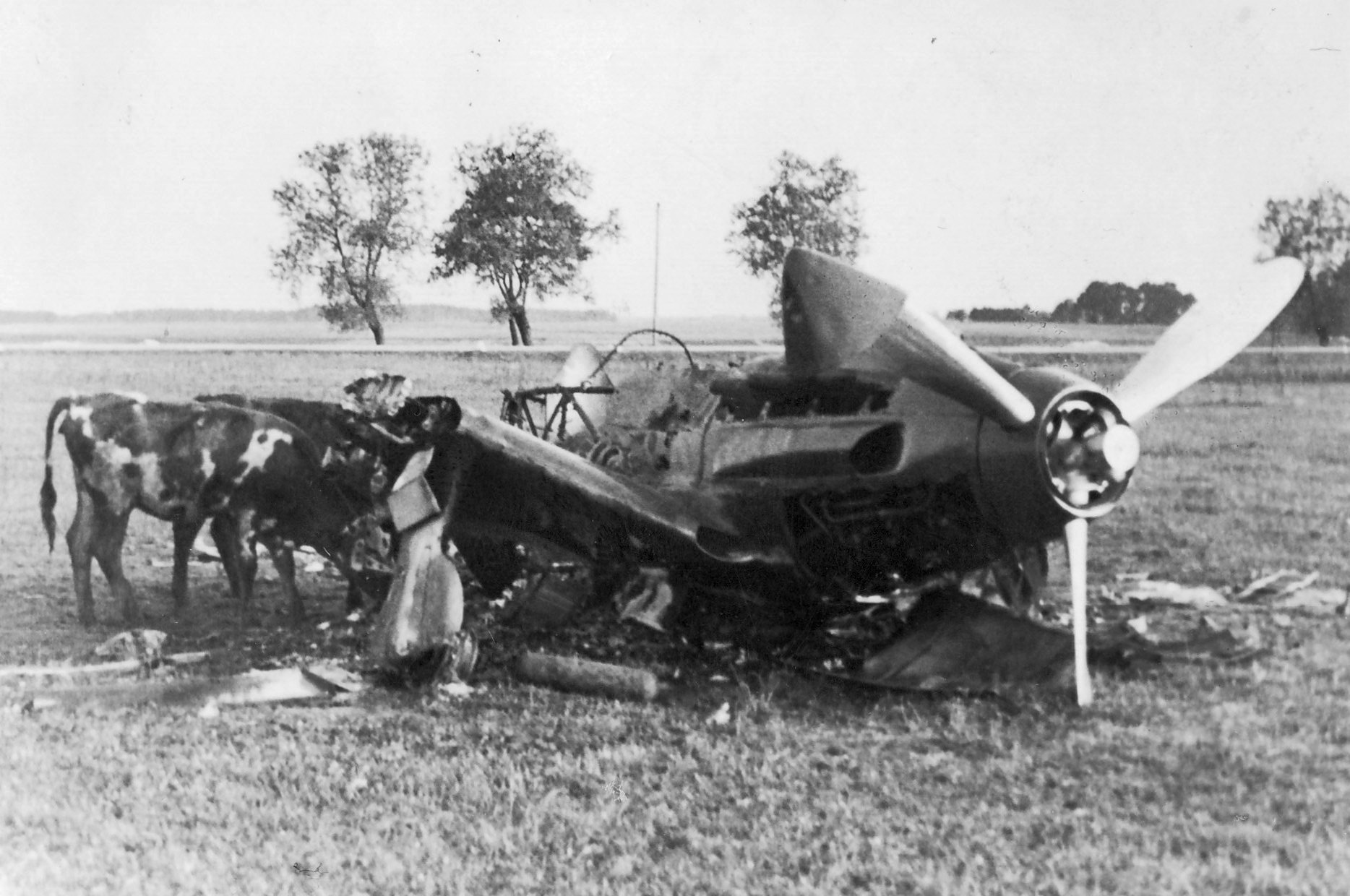
Операція «Барбаросса»:
Збитий радянський літак МіГ-3

У німецько-радянській війні МіГ-3 використовували в різних варіантах. Його основні якості — велика стеля (12 000 м) і висока швидкість на висотах більше 5 000 м дозволяли радянським льотчикам успішно вести бої з бомбардувальниками і розвідниками противника. До початку війни винищувачів МіГ-3 було в строю значно більше, ніж ЛаГГ-3 і Як-1, і на них було переучено чимало льотчиків. Однак МіГ-3 був ще недостатньо освоєний стройовими льотчиками, перенавчання більшості із них ще не було завершено, і можливості літаків не завжди ефективно використовувалися. Порівняння з іншим масовим винищувачем початку війни — І-16, який веде свою історію з 1933 року, було явно не на користь МіГа. І-16, найменший винищувач німецько-радянської війни, був надзвичайно маневрений (навіть більше, ніж Як-1), мотор надійно захищав льотчика від лобової атаки, технічне обслуговування було дуже простим. Але керувати ним було не просто, він реагував на будь-яке тремтіння руки. МіГ, навпаки, був «важким» в управлінні, мало маневреним. Основна причина — малопотужний для такого важкого літака мотор.
За пропозицією льотчика-випробувача С. П. Супруна були сформовані два полки на МіГ-3 з великим відсотком знайомих з ними випробувачів. Побічно це допомогло в усуненні недоліків пілотування, але залишився неподоланним основний недолік МіГ-3: перевершуючи всі винищувачі в швидкості на висотах понад 5000 м, він на малих і середніх висотах поступався винищувачам Як, Ла і німецьким, що разом зі слабкістю озброєння не дозволяло повноцінно використовувати МіГ-3 як фронтовий винищувач. Але він знайшов собі застосування як висотний нічний винищувач в системі ППО, де його велика стеля (до 12 000 м) і висока швидкість на висотах були вирішальними. Так він в основному і застосовувався до кінця війни, зокрема, охороняючи Москву. На фронтах МіГ-3 застосовувався в 1941—1943 роках. (На Брянщині, на Кубані, в Молдавії і в Криму). У 1941 р. МІГ-3, незважаючи на стереотип про слабке озброєння, широко й успішно використовувався як винищувач-бомбардувальник, з установкою під крилами шести-восьми РС-82 (досліди з РБС-132 і РОФС-132) або двох ФАБ-50. Літаки МіГ-3 були єдиними серед винищувачів нового типу, які отримали в передвоєнний час бомботримачі і надійну систему скидання бомб. Також успішним було застосування МіГ-3 як розвідника. Недоліком МіГ-1 і МіГ-3 була неможливість встановлення гармати через вісь редуктора двигуна, спричинена його конструкцією. Тим не менш, у сукупності більше третини випущених МіГ-3 мали озброєння (не рахуючи ШКАС) з двох-трьох великокаліберних кулеметів (БС і БК), батарей РС-82 і гармат ШВАК. Протягом 1940—1941  років заводи випустили більше 3,3 тис. літаків МіГ-3.
На МіГ-3 збив ворожий літак 22 липня 1941 року в найпершому бою над Москвою льотчик 2-ї окремої винищувальної авіаескадрильї ППО Москви Марк Галлай, на цьому ж літаку на початку війни літав і здобув свою першу перемогу А. І. Покришкін (збив Ме-109Е), один з асів ВПС РСЧА.

## Припинення виробництва

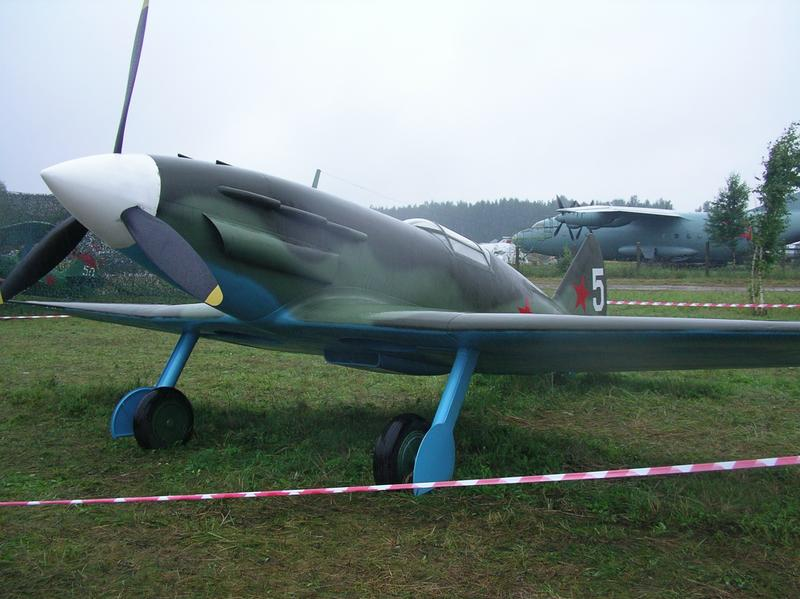
Повнорозмірний макет МіГ-3
в музеї в Моніно

Виробництво МіГ-3 було згорнуто з різних причин, але головним формальним приводом стало те, що завод, що випускав мотори АМ-35А, випускав ще й мотори АМ-38 для Іл-2. Для збільшення виробництва АМ-38 випуск двигунів для МіГ-3 згорнули. Проте, основною причиною було незадоволення командування ВПС його технічними характеристиками на малих і середніх висотах.

## Варіанти
- МіГ-1 (І-200 № 01, № 02, № 03, виріб 61) — попередник. Перший виліт 5 квітня 1940 року;
- МіГ-3 (І-200 № 04, виріб 61) з мотором АМ-35А — Власне, МіГ-3. Покращена модифікація швидкісного винищувача І-200 з мотором АМ-35А. Перший виліт відбувся 29 жовтня 1940 року;
- МіГ-3уд — серійна модифікація, в якій фюзеляж нібито був подовжений до 8,45 м, завдяки чому, як стверджувалося, вдалося досягти підвищення статичної поздовжньої стійкості і невеликого поліпшення аеродинаміки. Сучасними дослідниками існування такої модифікації заперечується;[3].
- МіГ-3 з мотором АМ-38 — літак № 3595 для випробувань;
- МіГ-9 (І-210) — варіант із зіркоподібним мотором М-82;
- МіГ-7 — дослідна модифікація МіГ-3 з двигуном АМ-37;
- МіГ-9Е (І-211) — варіанти із зіркоподібним мотором М-82Ф;
- МіГ-3У (І-230) з мотором АМ-35А — покращений варіант, побудований за Постановою ДКО від 26 лютого і наказом НКАП від 27 лютого 1943 року МіГ-3У (Д-01) здійснив перший політ у травні 1943 р. На замовлення ППО побудовано 6 екземплярів: Д-01, Д-02, Д-03, Д-04, Д-05 і Д−06.
- МіГ-3ДД (I-231) також прототип висотного винищувача. Перший політ лютому 1944 року[4].

## Тактико-технічні характеристики
Наведено дані державних випробувань модифікації МіГ-3.

### Технічні характеристики
(Джерело: Ведмідь, Хазанов, 2007, стор 48; Шавров, 1988.)
- Екіпаж: 1 пілот
- Довжина: 8,25 м
- Розмах крил: 10,2 м
- Висота: 3,325 м
- Площа крил: 17,44 м ²
- Профіль крила: Кларк YH
- Коефіцієнт подовження крила: 5,97
- Маса порожнього: 2699 кг
- Маса спорядженого =
- Нормальна злітна маса: 3355 кг
  - З кулеметами під крилом: 3510 кг
- Маса палива: 463 кг
- Обсяг паливних баків: 640 л
- Реактивний чи гвинтовий: Гвинтовий
- Кількість двигунів: 1
- Двигун: АМ-35А
- Потужність, к.с.: 1350 к.с.
- Потужність, квт: 993 кВт (злітна)
- Повітряний гвинт: трилопатевий ВИШ-22Е
- Максимальна швидкість:
  - Біля землі: 495 км / год
  - На висоті: 640 км / год на 7800 м
- Посадочна швидкість: 144,5 км / год
- Практична дальність: 820—857 км на 7860 м
- Практична стеля: 11 500 м
- Навантаження: 192 кг/м²
- Тягоозброєність: 284 Вт / кг
- Довжина розбігу: 347 м
- Довжина пробігу: 410 м
- Час набору висоти:
  - 5000 м за 6,5 хв
  - 8000 м за 10,28 хв
- Час віражу: 25-26 с на 4000 м

### Озброєння
- Кулеметне озброєння:
  - 1×12,7 мм кулемет БС (300 патронів);
  - 2×7,62 мм кулемети ШКАС (750 патронів на ствол);
  - 2×12,7 мм кулемет БК під крилом (додатково)
- Бомбове навантаження: 200 кг
  - Бомби: 2×50 кг або 2х100 кг бомб
- Некеровані ракети: 6 × РС-82

## Використання
СРСР
- ППО СРСР;
- ВПС СРСР;
- Авіація ВМФ СРСР.

## Літаки для порівняння
- Німеччина — Heinkel He 100 — одномоторний, швидкісний літак-винищувач (1938—1940);
- США — Curtiss P-36 Hawk — одномісний, одномоторний винищувач (1938—1955);
- СРСР — ЛаГГ-3 — одномісний, одномоторний поршневий винищувач (1941—1944);
- СРСР — Як-1 — одномоторний літак-винищувач (1941—1944).